# پترونیلا (تگزاس)
پترونیلا، تگزاس (به انگلیسی: Petronila, Texas) یک شهر در ایالات متحده آمریکا با جمعیت ۸۳ نفر است که در تگزاس واقع شده‌است.

## موقعیت جغرافیایی
موقعیت جغرافیایی شهرها و مناطق اطراف به شرح زیر است: